# Tiêu diệt hoàn toàn (xe thiết giáp)

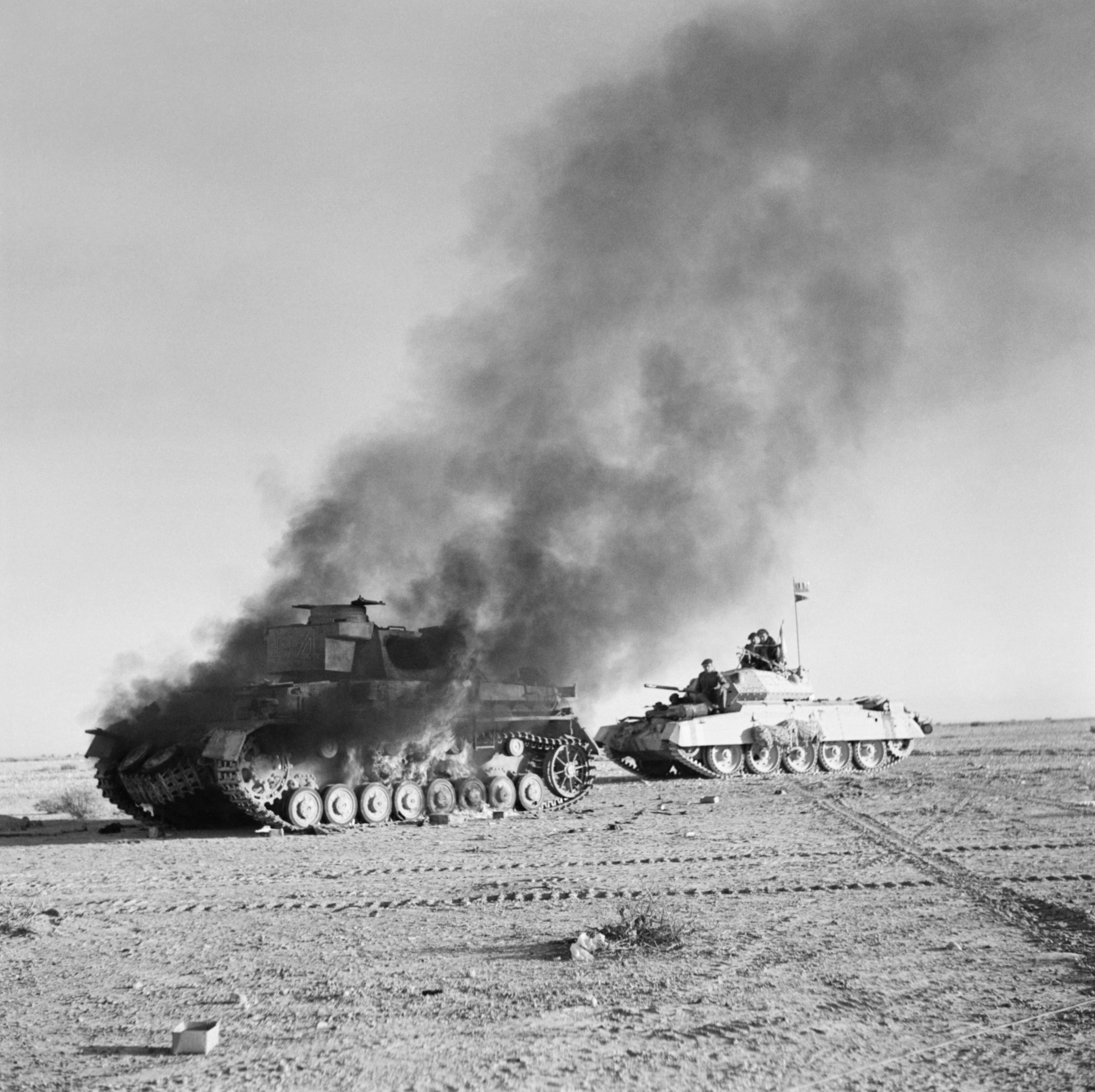
Một chiếc xe tăng Crusader của Anh chạy ngang qua một chiếc xe tăng Pzkw IV của Đức quốc xã bị tiêu diệt hoàn toàn trong chiến dịch Crusader.

Tiêu diệt thảm khốc, tiêu diệt K hay tiêu diệt hoàn toàn là thuật ngữ ám chỉ việc một xe thiết giáp trong trận chiến bị đánh hư hại nặng đến mức xem như bị phá hủy hoàn toàn, và không còn khả năng hoạt động cũng như sửa chữa được nữa. So với tiêu diệt hoàn toàn, thuật ngữ "loạt khỏi vòng chiến" miêu tả mức độ thiệt hại nhẹ hơn, cụ thể là chiếc xe không còn khả năng hoạt động được nữa và buộc phải bị bỏ lại, nhưng không có nghĩa là không thể sửa chữa được. Đối với một chiếc xe bị loại khỏi vòng chiến, việc có thể sửa được hay không thì còn phải xem xét, tuy nhiên một chiếc xe bị tiêu diệt hoàn toàn thì rõ ràng chắc chắn không thể sửa được, và việc bị tiêu diệt hoàn toàn thường bao hàm các trường hợp xe bị đốt cháy hay bị nổ tung. Trong tiếng Anh, từ lóng dùng để mô tả tình trạng này là "pha trà" (brew up), bắt nguồn từ một thuật ngữ có từ thời thế chiến II nói về việc nhóm lửa để pha trà.
Thông thường, một chiếc xe thiết giáp bị tiêu diệt hoàn toàn thường là do nhiên liệu trên xe bị bốc cháy hoặc đạn dược của xe bị kích nổ (đúng hơn là kích nổ dây chuyền, tiếng lóng thường được gọi là bị nổ vì bi đun nóng). Khi chiếc xe bị tiêu diệt hoàn toàn, không nhất thiết mạng sống của tổ lái cũng bị ảnh hưởng theo dù trên thực tế phần lớn thương vong của tổ lái đều là kết quả của việc chiếc xe bị tiêu diệt hoàn toàn, nhất là khi xe sử dụng các động cơ xăng rất dễ bắt cháy khi bị bắn hỏng.
Một trường hợp nổi bật của tiêu diệt hoàn toàn có liên quan tới hiệu ứng nút bần hay còn gọi là hiệu ứng chú hề trong hộp. Hiệu ứng này nói đến việc một xe tăng bị phát nổ khiến cho tháp pháo bị thổi tung lên trời do quá áp sinh ra khi khối đạn dược trong xe phát nổ, giống như một nút bần bị thổi tung khỏi chai rượu. Nhằm khắc phục tình trạng này, một số xe tăng có bố trí các tấm thoát nổ giúp "hướng" áp lực của vụ nổ ra ngoải xe tăng, giảm thiệt hại từ bị tiêu diệt hoàn toàn chỉ còn bị phá hủy hoàn toàn hệ thống vũ khí trên xe.